# Sidney (New York)
Sidney è un comune degli Stati Uniti d'America, situato nello stato di New York, nella contea di Delaware.